# شوزم حريري
شوزم حريري (الاسم العلمي:Psiadia sericea) هو نوع من النباتات يتبع جنس الشوزم من الفصيلة النجمية.